# نهر جورج

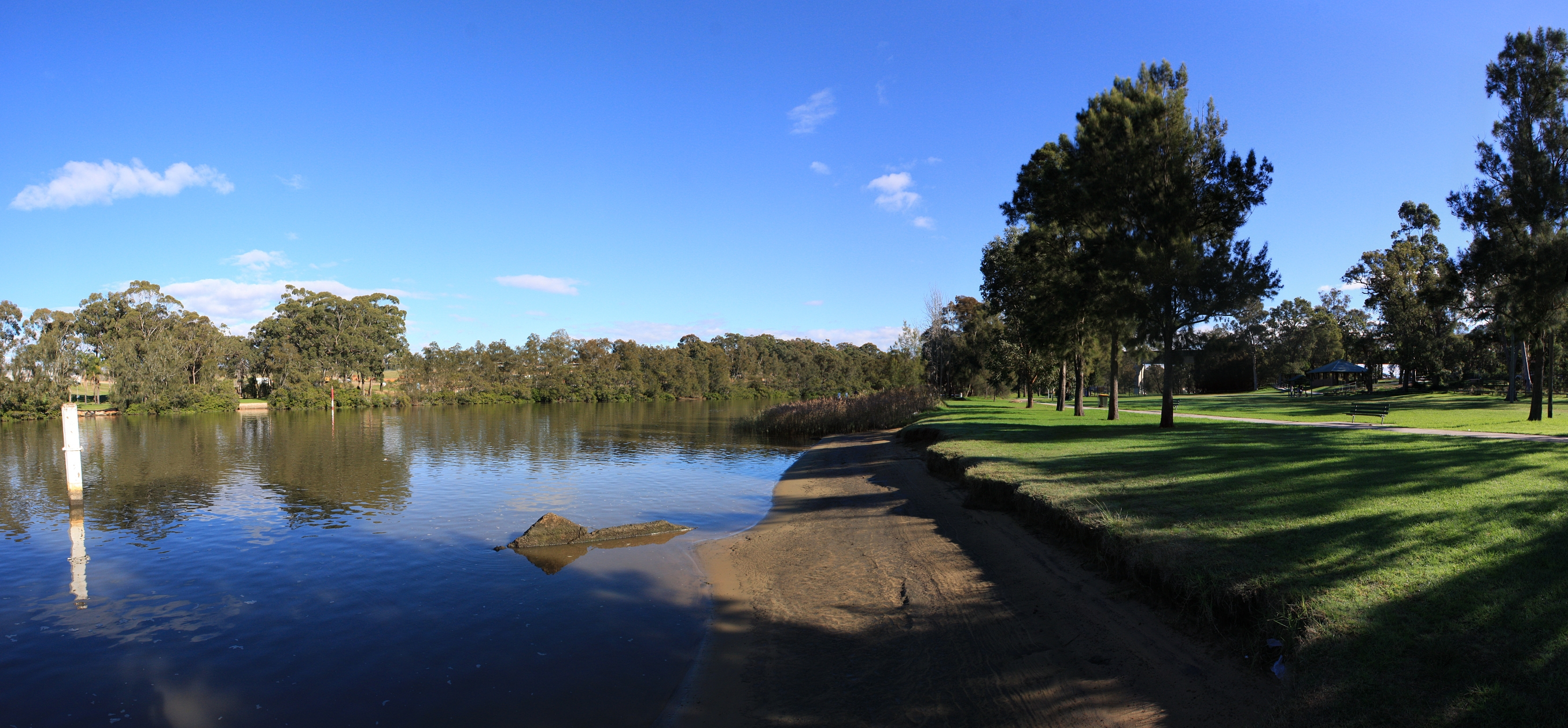
نهر جورج من تلال الشرق، نيو ساوث ويلز

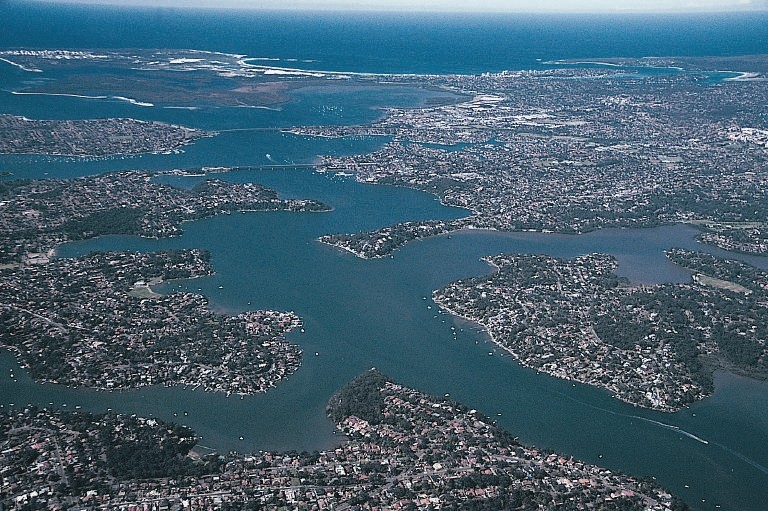
نهر جورج
(بالإنجليزية: Georges River)‏ نهر جورج هو ممر مائي في ولاية نيو ساوث ويلز في أستراليا، ينبع إلى الجنوب الغربي من سيدني بالقرب من بلدة التعدين أبين، ثم يتدفق إلى شمال كامبلتاون Campbelltown، بالتوازي تقريبا مع جنوب خط سكة الحديد الرئيسية في ليفربول، ثم يمضي متدفقاً نحو ضواحي هيلز في الشرق: لوغارنو Lugarno، وبلاكهيرست Blakehurst، قبل ان يصب في خليج بوتاني عند تارين Taren في الضاحية الجنوبية لسيدني، يبلغ طول النهر 96 كم ومساحة مجراه 960 كم2.
مترجم من Georges River